# César Alzáte
César Alzáte (Cali, Valle del Cauca, Colombia; 30 de julio de 1989) es un exfutbolista colombiano. Juega de delantero y su último equipo fue Estudiantes de Caracas.

## Clubes
| Club                   | País      | Año         |
| ---------------------- | --------- | ----------- |
| Once Caldas            | Colombia  | 2008        |
| Atlético El Vigía      | Venezuela | 2009 - 2010 |
| Trujillanos            | Venezuela | 2010        |
| Cúcuta Deportivo       | Colombia  | 2011        |
| Trujillanos            | Venezuela | 2011 - 2015 |
| Estudiantes de Mérida  | Venezuela | 2015        |
| Estudiantes de Caracas | Venezuela | 2016        |